# Calaxiopsis mclaughlinae
Calaxiopsis mclaughlinae is een tienpotigensoort uit de familie van de Axiidae. De wetenschappelijke naam van de soort is voor het eerst geldig gepubliceerd in 2006 door Lin & Komai.